# Кузнецов Євген Євгенович
Євген Євгенович Кузнецов (рос. Евгений Евгеньевич Кузнецов; 19 травня 1992, м. Челябінськ, Росія) — російський хокеїст, правий/центральний нападник. Виступає за СКА (Санкт-Петербург) у Континентальній хокейній лізі. Заслужений майстер спорту Росії (2012).

## Ігрова кар'єра
Вихованець хокейної школи «Трактор» (Челябінськ). Виступав за «Трактор-2» (Челябінськ), «Трактор» (Челябінськ), «Білі Ведмеді» (Челябінськ). 
В основному складі «Трактора» дебютував у сезоні КХЛ 2009—10 та відіграв 35 матчів. Влітку 2010 на драфті новачків НХЛ обраний клубом «Вашингтон Кепіталс» під 26-м загальним номером. У сезоні 2011—12 обраний на матч всіх зірок КХЛ.
8 березня 2014 Євген уклав контракт з «Вашингтон Кепіталс». 25 березня нападник закинув першу свою шайбу в ворота «Лос-Анджелес Кінгс». 
23 квітня 2015 Кузнецов двічі відзначився в воротах «Нью-Йорк Айлендерс» відкрівши лік своїм шайбам в плей-оф Кубка Стенлі. «Столичні» здобули загальну перемогу в серії 4–3.
У сезоні 2015—16 Євген вперше обраний на матч усіх зірок НХЛ.
2 липня 2017 «столичні» укладають восьмирічний контракт з гравцем на суму $62.4 мільйона доларів.
У 24-ох матчах плей-оф 2018 року, Кузнецов відзначився 12-ма голами та 20-ма передачами, набравши загальних 32-а очка, ставши другим гравцем після Євгена Малкіна за останні двадцять п'ять років плей-оф Кубка Стенлі. За підсумками сезону був претендентом на приз Конна Сміта,який зрештою здобув його партнер по клубу Олександр Овечкін.
14 вересня 2019 НХЛ відсторонила гравця на три матчі за вживання кокаїну назвав це правопорушення «неналежною поведінкою».

## На рівні збірних
У складі юніорської збірної Росії учасник чемпіонатів світу 2009 і 2010.
У складі молодіжної збірної Росії учасник чемпіонатів світу 2010, 2011 і 2012. 
У складі національної збірної Росії учасник шести чемпіонатів світу та Кубка світу. 23 серпня 2019 Євген дискваліфікований IIHF через позитивний тест на вживання кокаїну, також він позбавлений бронзової медалі чемпіонату світу 2019.

## Статистика

### Клубна
| 2007–08   | «Трактор-2» (Челябінськ)    | РОС-3     | 2   | 0   | 0   | 0   | 0   | —  | —  | —  | —  | —  |
| 2008–09   | «Трактор-2» (Челябінськ)    | РОС-3     | 22  | 5   | 15  | 16  | 40  | —  | —  | —  | —  | —  |
| 2009–10   | «Білі Ведмеді» (Челябінськ) | МХЛ       | 9   | 4   | 12  | 16  | 8   | 2  | 1  | 2  | 3  | 4  |
| 2009–10   | «Трактор» (Челябінськ)      | КХЛ       | 35  | 2   | 6   | 8   | 10  | 4  | 1  | 0  | 1  | 0  |
| 2010–11   | «Трактор» (Челябінськ)      | КХЛ       | 44  | 17  | 15  | 32  | 30  | —  | —  | —  | —  | —  |
| 2010–11   | «Білі Ведмеді» (Челябінськ) | МХЛ       | 8   | 10  | 5   | 15  | 4   | 5  | 0  | 2  | 2  | 10 |
| 2011–12   | «Трактор» (Челябінськ)      | КХЛ       | 49  | 19  | 21  | 40  | 30  | 12 | 7  | 2  | 9  | 10 |
| 2012–13   | «Трактор» (Челябінськ)      | КХЛ       | 51  | 19  | 25  | 44  | 42  | 25 | 5  | 6  | 11 | 28 |
| 2013–14   | «Трактор» (Челябінськ)      | КХЛ       | 31  | 8   | 13  | 21  | 12  | —  | —  | —  | —  | —  |
| 2013–14   | Вашингтон Кепіталс          | НХЛ       | 17  | 3   | 6   | 9   | 6   | —  | —  | —  | —  | —  |
| 2014–15   | Вашингтон Кепіталс          | НХЛ       | 80  | 11  | 26  | 37  | 24  | 14 | 5  | 2  | 7  | 8  |
| 2015–16   | Вашингтон Кепіталс          | НХЛ       | 82  | 20  | 57  | 77  | 32  | 12 | 1  | 1  | 2  | 8  |
| 2016–17   | Вашингтон Кепіталс          | НХЛ       | 82  | 19  | 40  | 59  | 46  | 13 | 5  | 5  | 10 | 8  |
| 2017–18   | Вашингтон Кепіталс          | НХЛ       | 79  | 27  | 56  | 83  | 48  | 24 | 12 | 20 | 32 | 16 |
| 2018–19   | Вашингтон Кепіталс          | НХЛ       | 76  | 21  | 51  | 72  | 50  | 7  | 1  | 5  | 6  | 2  |
| КХЛ разом | КХЛ разом                   | КХЛ разом | 210 | 65  | 81  | 146 | 124 | 53 | 14 | 9  | 23 | 46 |
| НХЛ разом | НХЛ разом                   | НХЛ разом | 416 | 101 | 236 | 337 | 206 | 70 | 24 | 33 | 57 | 42 |

### На рівні збірних
| Рік           | Збірна        | Турнір        | Результат     |    | І  | Г  | П  | О  | ШХ |
| ------------- | ------------- | ------------- | ------------- | -- | -- | -- | -- | -- | -- |
| 2009          | Росія         | ЮЧС           | 2             | 7  | 6  | 7  | 13 | 10 |    |
| 2010          | Росія         | ЮЧС           | 4-е           | 7  | 5  | 7  | 12 | 6  |    |
| 2010          | Росія         | МЧС           | 6-е           | 6  | 2  | 0  | 2  | 10 |    |
| 2011          | Росія         | МЧС           | 1             | 7  | 4  | 7  | 11 | 4  |    |
| 2012          | Росія         | МЧС           | 2             | 6  | 6  | 7  | 13 | 2  |    |
| 2012          | Росія         | ЧС            | 1             | 10 | 2  | 4  | 6  | 4  |    |
| 2013          | Росія         | ЧС            | 6-е           | 3  | 1  | 0  | 1  | 2  |    |
| 2014          | Росія         | ЧС            | 1             | 10 | 1  | 1  | 2  | 4  |    |
| 2016          | Росія         | ЧС            |               | 6  | 1  | 1  | 2  | 0  |    |
| 2016          | Росія         | КС            | 4-е           | 4  | 2  | 0  | 2  | 6  |    |
| 2017          | Росія         | ЧС            |               | 5  | 1  | 2  | 3  | 6  |    |
| 2019          | Росія         | ЧС            | ДСК           | 10 | 2  | 4  | 6  | 6  |    |
| Юніори/молодь | Юніори/молодь | Юніори/молодь | Юніори/молодь | 33 | 23 | 28 | 51 | 32 |    |
| Національна   | Національна   | Національна   | Національна   | 48 | 10 | 12 | 22 | 28 |    |

## Досягнення
- Чемпіон світу — 2012, 2014
- Переможець молодіжного чемпіонату світу — 2011, срібний призер — 2012
- Володар Кубка Стенлі — 2018.